# Wabasca 166
Wabasca 166 är ett reservat i Kanada.   Det ligger i provinsen Alberta, i den centrala delen av landet, 2 900 km väster om huvudstaden Ottawa. Wabasca 166 ligger vid sjön Island Lake.
I omgivningarna runt Wabasca 166 växer i huvudsak blandskog. Trakten runt Wabasca 166 är nära nog obefolkad, med mindre än två invånare per kvadratkilometer.